# القورية
35°00′09″N 40°30′42″E / 35.0025°N 40.51166667°E

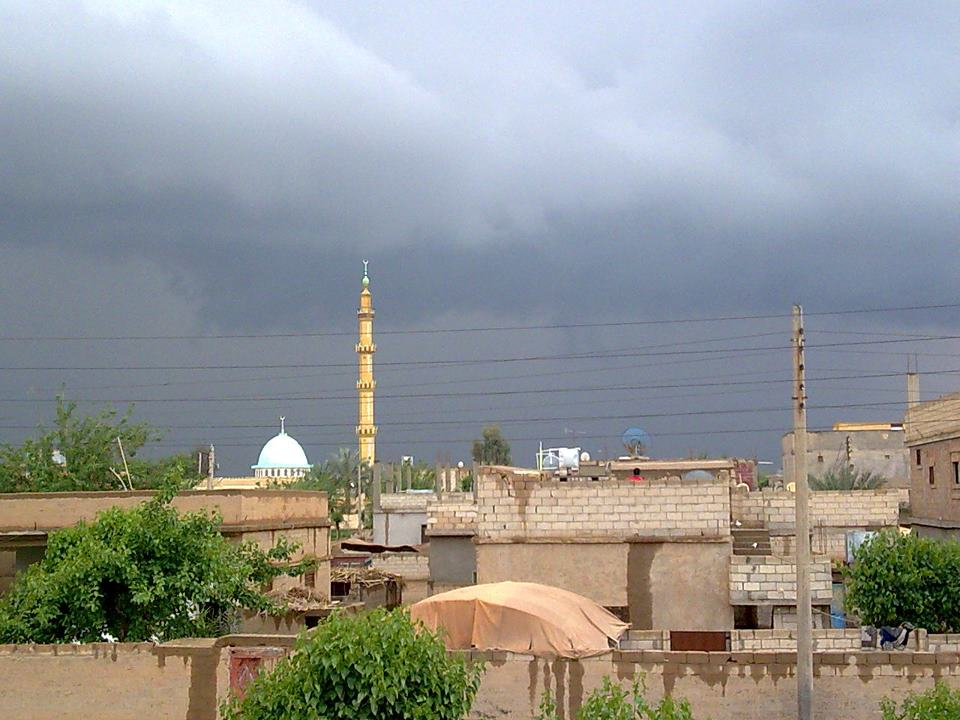
الشتاء في مدينةالقورية

القورية مدينة سوريّة تابعة لمنطقة الميادين في محافظة دير الزور واسمها التاريخي هو الدالية، موقعها تقع القورية على بعد (55) كم جنوب شرق دير الزور وعلى بعد (13) كم جنوب شرق الميادين وترتفع عن سطح البحر نحو (77) م على الضفة اليمنى لنهر الفرات العظيم وسط سهل زراعي خصب، تتكئ مدينة القورية وبيوتها الريفية الجميلة. ويبلغ عدد سكانها أكثر من (60) ألف نسمة وهي تعتبر ثالث أكبر مدينة في المحافظة بعد البوكمال والميادين.

## تاريخ
أكدت الدراسات الأثرية الأمريكية عبر البعثات الأثرية أن الدالية تعود إلى الألف الخامس قبل الميلاد وتحتوي على صناعات فخارية ومصنع لصك العملة وسوق تجاري مهم وتعتبر نقطة استراحة للقوافل الذاهبة والآتية من تدمر إلى ماري وبالعكس. يقول عنها (ياقوت الحموي) في كتابه معجم البلدان : تقع الدالية بين رحبة مالك بن طوق وعانة على الضفة الغربية لنهر الفرات وتشتهر بكثرة دوالي العنب والأشجار المثمرة وطرق الري المتعددة ومنها الأقنية الرومانية كما يؤكد ذلك وجود النواعير التي ما تزال شاهدة على ذلك إلى الآن. وتتربع القورية على أرض خصبة بين الجرف الصخري للبادية ونهر الفرات وجنوب شرق مدينة الميادين على مصب نهر سعيد الخير بن عبد الملك بن مروان في نهر الفرات الذي كان يسقي سهل الرحبة على ضفة الفرات الغربية وقد سكن القرامطة دالية مالك بن طوق وحدثت فيها حروب كثيرة وقتل على أثرها القائد القرمطي آنذاك واسمه (صاحب الخان)، أما في العهد الحديث فقد استعادت وجودها باسم (الكريّة) بتخفيف الكاف وتعني المرتفع المأهول بالسكان وتشكل مع بلدة (الطيانة) وقرية الشنان مجتمعاً واحداً ينتمي إلى عشيرة القرعان إحدى بطون قبيلة العكيدات وقد برزت هذه العشيرة أيام الخلافة العثمانية وعرفت بمقاومتها الشرسة للإحتلال الفرنسي وتميز أبناؤها بالمعرفة والكرم والشهامة ولم تخضع القورية للاحتلال وبقيت عصية على الاحتلال إذ قام أبناؤها بمهاجمة دورية فرنسية وقتل أفرادها، فردّ الاحتلال ودمر القرية آنذاك وهجر سكانها إلى البادية، وأخذت القورية بالتطور شيئاً فشيئاً بعد الاستقلال وكان لأبنائها الدور الكبير في تطورها ودفع عجلة التقدم حتى تأسست بلدة القورية في عام 1968 وقدمت القورية الكثير من الشهداء للدفاع عن الوطن والأمة في حرب تشرين وفي حرب لبنان وأصبحت عام 1983 بلدة وفي عام 1991 وبموجب المرسوم التشريعي رقم (42) الصادر عن رئيس الجمهورية أصبحت مدينة وسميت بمدينة القورية فكانت من أوائل المدن في حوض الفرات بعد مدينتي الميادين والبوكمال.

### الأوابد الأثرية في المدينة
1- عين علي: تقع على بعد ستة أميال جنوب قلعة الرحبة وعلى بعد ستة كيلومترات غرب موقع الدالية وهي عبارة عن عين ماء جارية تنبع من سفح الأكمة المطلة على سهل الرحبة وتسقي في الشتاء بضع هكتارات من الأراضي الزراعية، وعلى الأكمة منارة قديمة بنيت بالآجر مثمنة الأضلاع فيها درج داخلي لا يزال سليماً حتى وقتنا هذا وعلى المنارة نقوش جصية على شكل محاريب للعلم عين علي لا علاقة لها بالخليفة علي بن أبي طالب رضي الله عنه لأنه لم يثبت تاريخيا أن علي مر بهذه المنطقة وفي معركة صفين كان خط سير جيش علي في الجانب الثاني لنهر الفرات ذهاباً وعودة.
2- بقايا النواعير : لا يزال قائماً إلى الآن ويعود تاريخه إلى العهد الروماني حيث يدل إنشاؤها على التقدم الذي وصل إليه سكان الدالية في أمور الري وتنظيم أقنيته وتوزيعها ويعتبر الموقع الحالي للناعورة المأخذ الرئيسي لمحطة مياه الشرب النقية للمدينة. لقد شهدت مدينة القورية حديثاً تطوراً على جميع المستويات الخدمية والاجتماعية والسياسية والثقافية. ففي المجالات الخدمية تم تنفيذ شبكة مياه حديثة وشبكة صرف تغطيان معظم أحياء المدينة وبني فيها عدد كبير من المدارس حتى وصلت إلى إحدى وعشرين مدرسة ابتدائية وخمس مدارس إعدادية وأربع ثانويات واحدة منها نسوية وثلاث محطات لتصفية المياه، ودار توليد، وشعبة سجل مدني، وتبلغ مساحة المخطط التنظيمي (10000) دونماً وتشتهر بزراعة الخضار والحبوب بأنواعها وقد نالت كأس رئيس الجمهورية كأفضل منتج لمحصول القطن عام 1993.

## الناحيةالثقافيةوالعلمية
يوجد في القورية مركز ثقافي يعتبر من أنشط المراكز الثقافية في المنطقة ويوجد عدد كبير من المثقفين من أساتذة الجامعات والجامعيين وطلاب المعاهد موزعين على جامعات القطر كافة، وتعتبر القورية الخزان العلمي والثقافي للمنطقة حيث تزود القرى المجاورة بالأساتذة والأطباء. وقد برز عدد من هؤلاء الأساتذة والأطباء على مستوى الدولة، نذكر منهم: طبيب الأطفال تركي العطوان الذي يُعد أول طبيب في المنطقة، والأستاذ الدكتور صالح العلي، والأستاذ الدكتور كمال الخلف، كما يوجد فيها عدد من الشعراء، بالإضافة إلى شهرتها الواسعة في مجال العلوم الشرعية، حيث يوجد دورات في المساجد (خصوصًا جامع الإيمان) لتحفيظ القرآن الكريم ففيها أكثر من 350 حافظ للقرآن، 150 نساء و200 رجال وهناك ظاهرة سنوية تتعلق بتخريج الحفظة في كل عام وذلك بإشراف لجان مختصة من محافظات أخرى وبالتنسيق مع مديرية الأوقاف في محافظة دير الزور .

## الناحيةالاقتصادية
تعتمد المدينة بشكل أساسي على الزراعة والمغتربين كمايوجد فيها مزاد علني للأغنام والحبوب والخضروات وتعتبر من أول مدن المحافظة في إنتاج الخضروات وخصوصاً(البامية)، ويوجد عدد من رجال الأعمال ومنهم الحاج خليل السلطان مالك شركة إيران خودرو للسيارات ومجموعة السلطان التجارية، والسيد مصري رمضان الدريس ويوجد في القورية جمعية خيرية لها دور مهم في حياة أبناء المدينة ومساعدة الفقراء والمحتاجين. وفي ربيع الثورات العربية وكما هبت رياح التغيير على الكثير من الدول التي حكمتها الأنظمة الدكتاتورية في الوطن العربي الكبير. التحق أبناء عشيرة القرعان بركب الثورة السورية ضد الطاغية بشار الأسد التي إنطلقت بتاريخ 15 آذار 2011 خرجت أول مظاهرة في المدينة بتاريخ 27/3/2011 نصرة لدرعا الجريحة وكان لهم الصوت المسموع والطلة المهيبة واستمر النضال من أجل الحرية التي انتظروها لعقود من الزمن وقدمت العشرات من الشهداء وأصبح يطلق عليها اسم عاصمة الثورة في دير الزور.